# Dysidea ramosa
Dysidea ramosa är en svampdjursart som beskrevs av Wilson 1902. Dysidea ramosa ingår i släktet Dysidea och familjen Dysideidae. Inga underarter finns listade i Catalogue of Life.